# Bairdiella armata
Bairdiella armata е вид бодлоперка от семейство Sciaenidae. Видът не е застрашен от изчезване.

## Разпространение и местообитание
Разпространен е в Гватемала, Колумбия, Коста Рика, Мексико, Никарагуа, Панама, Салвадор и Хондурас.
Среща се на дълбочина от 0,3 до 15 m.

## Описание
На дължина достигат до 30 cm.
Популацията на вида е стабилна.